# Jean Diebold
Pour les articles homonymes, voir Diebold (homonymie).
Jean Diebold,, (ou Jean Diébold) (né le 22 avril 1939 à Rennes et mort le 30 août 2007 à Toulouse), est un homme politique français.

## Biographie
Il est élu député le 16 juin 2002, pour la XIIe législature (2002-2007), dans la Quatrième circonscription de la Haute-Garonne. Il faisait partie du groupe UMP.
La ville de Toulouse lui doit la création de la Brigade anti-marginalité, imaginée en 2006 et qui est régulièrement pointée du doigt pour exclure davantage les personnes sans domicile fixe du paysage social de la Ville Rose.

## Mandats
- 14/03/1983 - 19/03/1989 : Adjoint au maire de Toulouse (Haute-Garonne)
- 18/03/1985 - 29/03/1992 : Membre du conseil général de la Haute-Garonne
- 02/04/1986 - 08/07/1986 : Député
- 29/09/1986 - 14/05/1988 : Député
- 19/03/1989 - 18/06/1995 : Membre du conseil municipal de Toulouse (Haute-Garonne)
- 19/03/1989 - 17/04/1993 : Adjoint au maire de Toulouse (Haute-Garonne)
- 30/03/1992 - 22/03/1998 : Membre du conseil général de la Haute-Garonne
- 02/04/1993 - 21/04/1997 : Député
- 19/06/1995 - 18/03/2001 : Membre du conseil municipal de Toulouse (Haute-Garonne)
- 23/03/1998 - 29/07/2002 : Membre du conseil général de la Haute-Garonne
- 16/06/2002 - 2007 :  Adjoint au maire de Toulouse, Haute-Garonne
- 19/06/2002 - 19/06/2007 : Député
- Vice-président de la communauté d'agglomération du Grand Toulouse

## Hommages

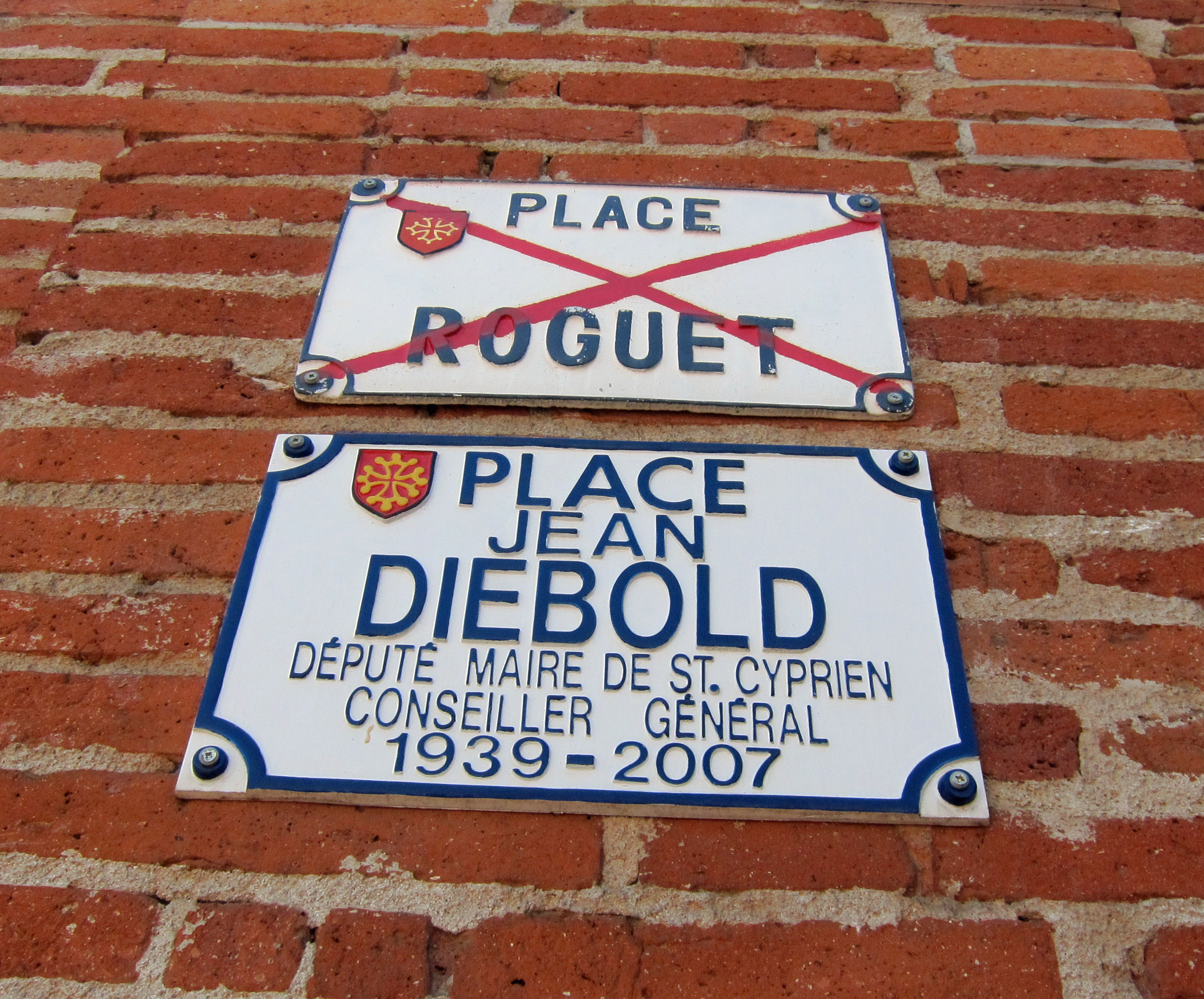
L'ancienne place Roguet renommée en son honneur à Toulouse.

La ville de Toulouse lui a dédié une place de Saint-Cyprien, quartier dont il fut le maire.